# Андреев, Евгений Владимирович
Евгений Владимирович Андреев (род. 18 марта 1932, Острогожск, Воронежская область, РСФСР, СССР) — советский государственный деятель.

## Биография
Родился 18 марта 1932 года в городе Острогожск Воронежской области. В 1954 году с отличием окончил Московский инженерно-строительный институт им. В. В. Куйбышева, после чего был направлен в Великий Новгород, где начал карьеру строителя.
В 1962 году стал заместителем председателя исполнительного комитета Новгородского городского Совета народных депутатов, а пять лет спустя возглавил его. Евгений Владимирович внёс большой вклад в развитие жилищного и коммунального строительства в городе, а также поощрял появление в Великом Новгороде предприятий строительной индустрии.
С 1989 по 1997 год занимал пост начальника Главного управления архитектуры и градостроительства Новгородской области. В 2011 году ему было присвоено звание «Почётного гражданина Великого Новгорода».